# Новониколаевка (Новоодесский район)
Новоникола́евка (укр. Новомиколаївка) — село в Новоодесском районе Николаевской области Украины.
Основано в 1790 году. Население по переписи 2001 года составляло 136 человек. Почтовый индекс — 56633. Телефонный код — 5167. Занимает площадь 0,541 км².

## Местный совет
56633, Николаевская обл., Новоодесский р-н, с. Подлесное, ул. Ленина, 16